# Antibiótico de espectro reducido
Un antibiótico de espectro reducido es un antibiótico que solo puede matar o inhibir especies limitadas de bacterias. Los ejemplos de antibióticos de espectro reducido incluyen vancomicina, fidaxomicina y sareciclina

## Ventajas
- Los antibióticos de espectro estrecho permiten matar o inhibir solo aquellas especies de bacterias que no son deseadas (es decir, que causan enfermedades). Como tal, no afecta a la mayoría de las bacterias beneficiosas, minimizando así el daño colateral en la microbiota.[2][3]
- Baja propensión al desarrollo de resistencia bacteriana.[4]

## Desventajas
A menudo, se desconoce la especie exacta de bacteria que causa la enfermedad, en cuyo caso no se pueden usar antibióticos de espectro reducido, sino que se usan antibióticos de amplio espectro. Para conocer la especie exacta de bacteria que causa la enfermedad, se deben tomar muestras clínicas para realizar pruebas de susceptibilidad a los antimicrobianos en un laboratorio de microbiología clínica.

## Otras lecturas
- Reutilización de los sistemas CRISPR-Cas como antimicrobianos inteligentes basados en ADN

- Datos: Q85787775